# Sarah Khan
Sarah Khan (* 15. August 1971 in Hamburg) ist eine deutsche Schriftstellerin.

## Leben
Ihr Vater stammt aus Pakistan, ihr Großvater mütterlicherseits war evangelischer Pfarrer. Sie wuchs bei ihrem alleinerziehenden muslimischen Vater auf. Sie studierte Volkskunde und Germanistik, 1999 erschien ihr erster Roman Gogo-Girl. Seither veröffentlichte sie weitere Romane, wie auch Reportagen und Essays in Magazinen und Zeitungen wie der F.A.Z., der Frankfurter Rundschau, der Süddeutschen Zeitung oder build Das Architektenmagazin. Khan lebt in Berlin.

## Werke
Belletristik
- Das Stammeln der Wahrsagerin. Unglaubliche Geschichten hinter Kleinanzeigen, Suhrkamp Verlag, Berlin, 2017 ISBN 978-3-518-46731-2
- Der Horrorpilz. Eine unbefriedigte Geschichte, mikrotext, Berlin, 2013 ISBN 978-3-944543-08-6
- Die Gespenster von Berlin. Unheimliche Geschichten, Suhrkamp Verlag, Frankfurt am Main, 2009 ISBN 978-3-518-46116-7
- Eine romantische Maßnahme. Roman. Berlin 2004.
- Dein Film. Roman. Berlin, 2001.
- Gogo-Girl. Roman. Reinbek bei Hamburg, 1999.

Arbeiten für Film und Theater
- Dr. House. Diaphanes, Zürich 2013. – Über Fernsehserien und über die Serie Dr. House. ISBN 978-3-03734-311-1.[3]
- Episode „Pizza Taliban“ für den Film „September“ von Max Färberböck, 2003.
- Showdown Iphigenie, gemeinsam mit Ute Rauwald für das Thalia Theater Hamburg, 1999.

## Auszeichnungen
- Hamburger Förderpreis für Literatur 1998
- Michael-Althen-Preis 2012